# Ријека Црнојевића
Ријека Црнојевића је ријека у Црној Гори. Извире под Ободом, из Ободске пећине, као врло снажно врело. Почиње тећи на исток, али по кратком току од 3,5 km скрене на сјевер, у великом полукругу пријеђе у југоисточан правац тока и тако се улије у Скадарско Блато, тј. Скадарско језеро. Ријека је богата острвима, од којих је најзнатније Одрињска гора. Нема важније притоке. Дужина тока је 13 km, а површина слива је неодређена, можда 70 km². Једна од ретких река која је пловна после првог километра.